# Gokstadi hajó

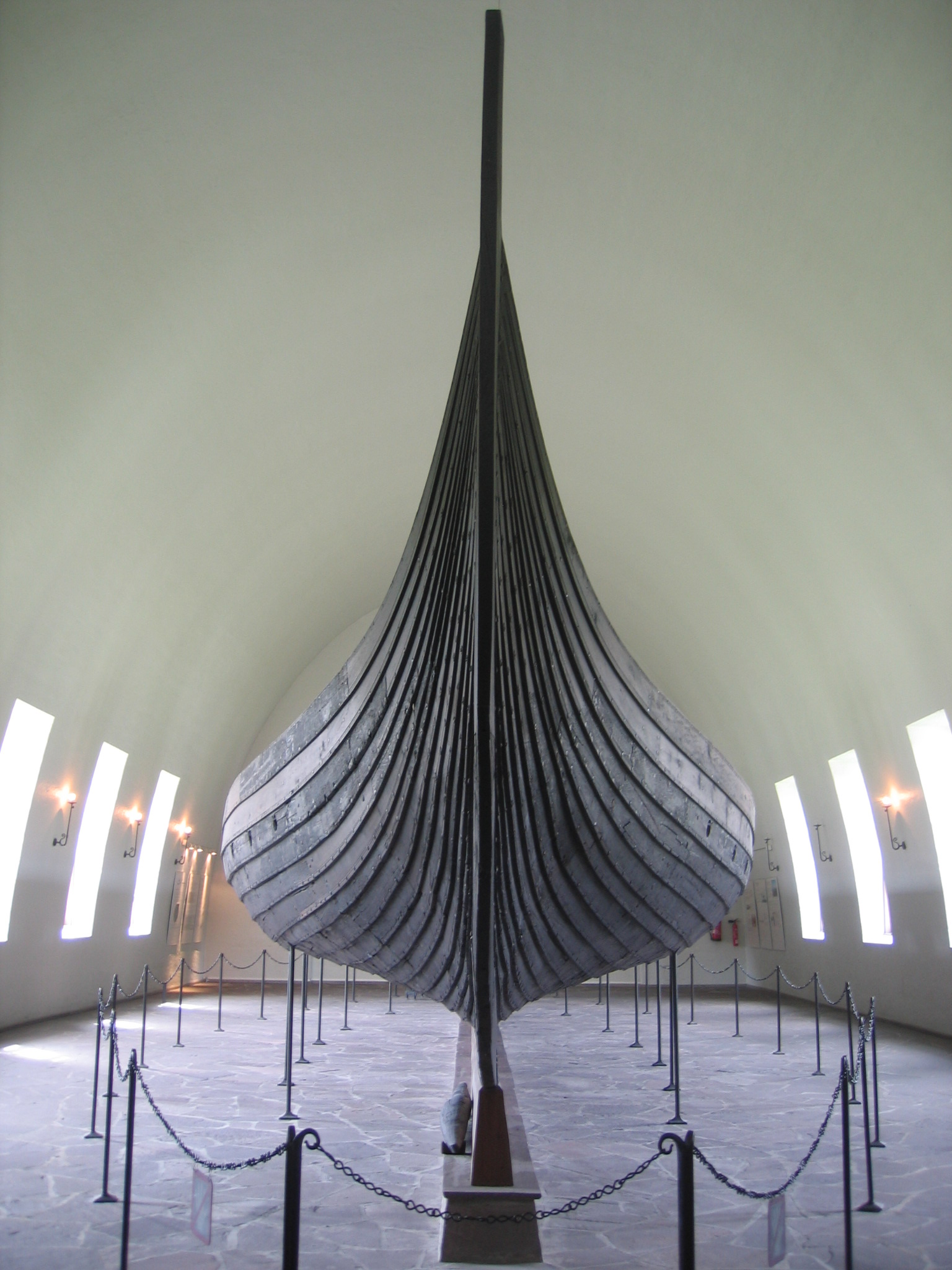
A gokstadi hajó elölnézete

A gokstadi hajót, ezt a 9. század végén készült viking hajót Norvégiában, közel az Oslo-fjordhoz, a Gokstad tanyán találta Nikolay Nicolaysen régész 1880-ban.
A hajót öt méter magas halomsír rejtette egy évezreden keresztül, szinte teljes épségét a kék agyagnak köszönheti, amely konzerválta a többnyire tölgyfából készült hajótestet. Az osebergi hajóval ellentétben agyaggal töltötték ki, így kifogástalan állapotban maradt fenn. A sír egy főrangú sírja volt, akit gazdag sírmellékletekkel láttak el, mindennel, amire egy rangjabéli férfinak szüksége lehet: három csónakkal, ágyakkal, fegyverekkel, kutyákkal, lovakkal és sok más egyébbel indult utolsó útjára. Bár sok tárgy került elő, a jelek szerint az idők folyamán ezt a sírt is fosztogatták.
A gokstadi hajó a viking hajóépítők művészetének remeke. Az osebergi hajóval ellentétben nem partmenti hajókázásra, hanem nyílt tengeri közlekedésre építették. A hajógerinc egy legalább 25 m-re nőtt lucfenyőből készült. A hajó 23,8 m hosszú, 5,25 m széles, magassága 1,75 m a hajókorláttól a hajógerincig. Az egyetlen darab fából faragott kormánylapát 3,3 m. 16 pár tölgyfaevezővel hajtották, amelyek hossza 5,3 és 5,85 m volt. A vitorlarúd 13 m magas lehetett, pontosan nem tudják, mert a temetéskor a rudat lefűrészelték. Az ásatáskor még a kikötőhíd is előkerült, egy keskeny, 7,4 m hosszú, lucfenyőből készült palánk.

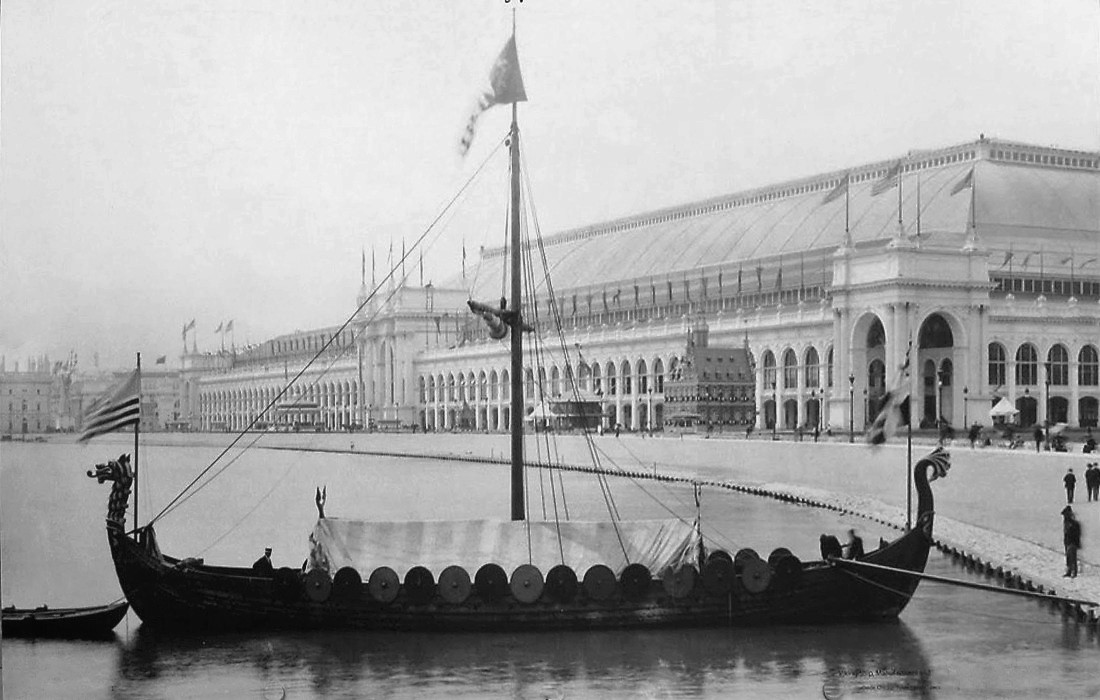
A Viking Chicagóban (1893)

A gyorsvitorlás könnyedén tudott elszállítani kb. 9 tonnányi terhet, hetvenfős legénységet fegyverzettel, élelemmel. Feladata vegyes lehetett: nem volt kimondottan hadihajó, de hadi célokra is használható volt éppúgy, mint kereskedelmi tevékenységekre, nagy mennyiségű árucikk szállítására.
A gokstadi hajónak az idők folyamán két másolata épült meg, az első, a Viking nem sokkal a lelet felfedezése után. 1893-ban átszelte az Atlanti-óceánt: Bergenből indult egyenesen a Chicagói Világkiállításra, ahol óriási feltűnést keltett. A Magnus Andersen kapitány vezetése alatt álló legénység tapasztalt tengerészekből állt. Mindegyiküket csodálatra késztette a hajó könnyed, kecses mozgása, ahogyan siklott a hullámokon. Kiderült, hogy megfelelő szél segítségével az egyetlen keresztvitorlával is gyors haladásra volt képes: olykor elérte a több mint 17 km/h sebességet. A második másolatnak, az 1990-ben készült Gaiának jelenleg Sandefjord az anyakikötője. Ez a hajó is átszelte az Atlanti-óceán északi részét.
Az eredeti lelet ma az oslói viking hajók múzeumában látható.

## Külső hivatkozások
- A gokstadi hajó
- A norvégiai viking hajók felsorolása és egyéb érdekességek sok fotóval (angol, norvég)